# Psittrichas fulgidus
Psittrichas fulgidus sau papagalul lui Pesquet sau papagalul Dracula este un membru al familiei de papagali Psittaculidae. Este singurul membru al genului Psittrichas. Este endemică pentru pădurile tropicale de deal și montane din Noua Guinee.

## Comportament
Papagalul lui Pesquet este un frugivor foarte specializat, hrănindu-se aproape exclusiv cu câteva specii de smochine. Au fost semnalate, de asemenea, flori și nectar. În unele părți ale arealului său, este nomad sezonier ca răspuns la disponibilitatea fructelor. Partea goală a capului este, probabil, o adaptare pentru a evita ca fructele lipicioase să acopere penele.
Se cunosc puține lucruri despre obiceiurile sale de reproducere în sălbăticie. De obicei, depune două ouă într-un cuib situat într-un copac mare și gol și este văzut în perechi sau grupuri de până la 20 de indivizi. În zbor, alternează între fâlfâituri rapide și alunecări scurte.

## Status
Penele sale sunt foarte apreciate. Acest lucru, combinat cu prețurile ridicate din avicultură, a dus la o vânătoare excesivă. Pierderea habitatului reprezintă, de asemenea, o problemă continuă. Din aceste motive, această specie este evaluată ca „Vulnerabilă” pe Lista roșie a IUCN. Papagalul lui Pesquet este inclus în apendicele II al CITES.

## Galerie

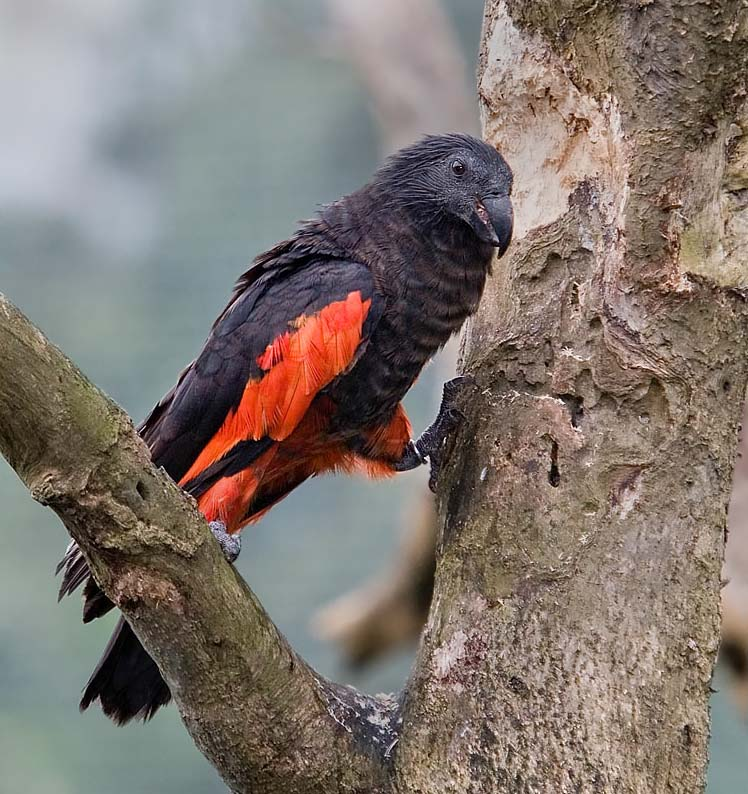
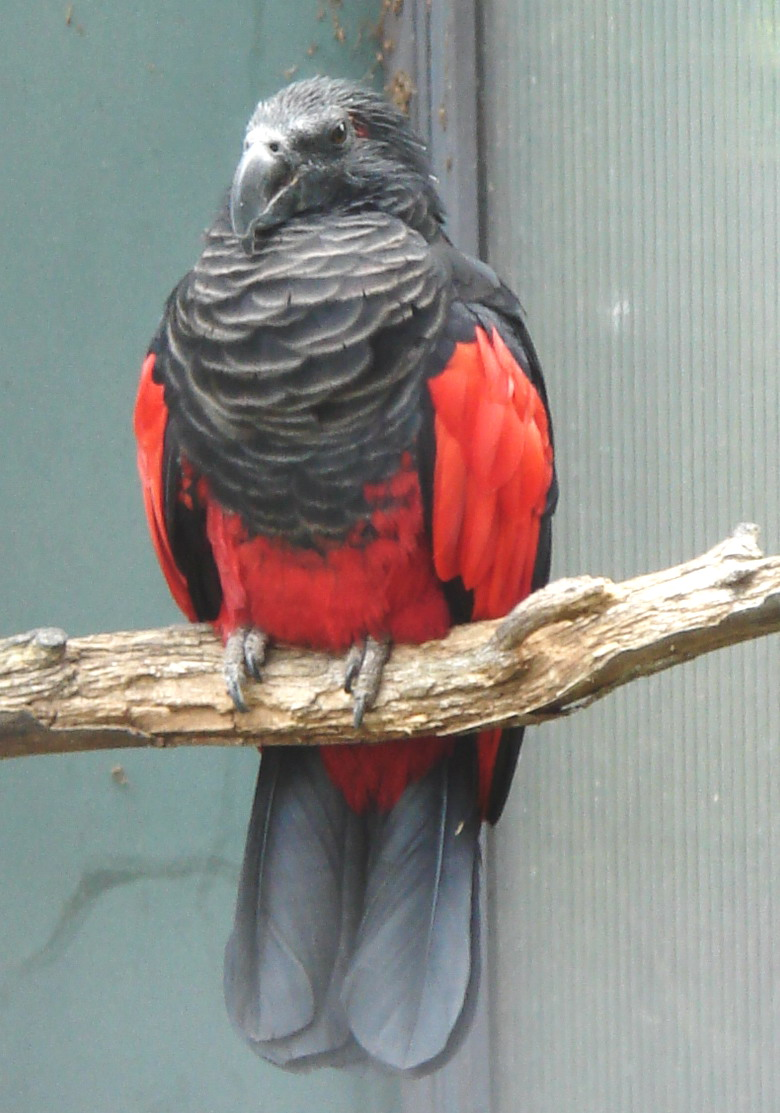
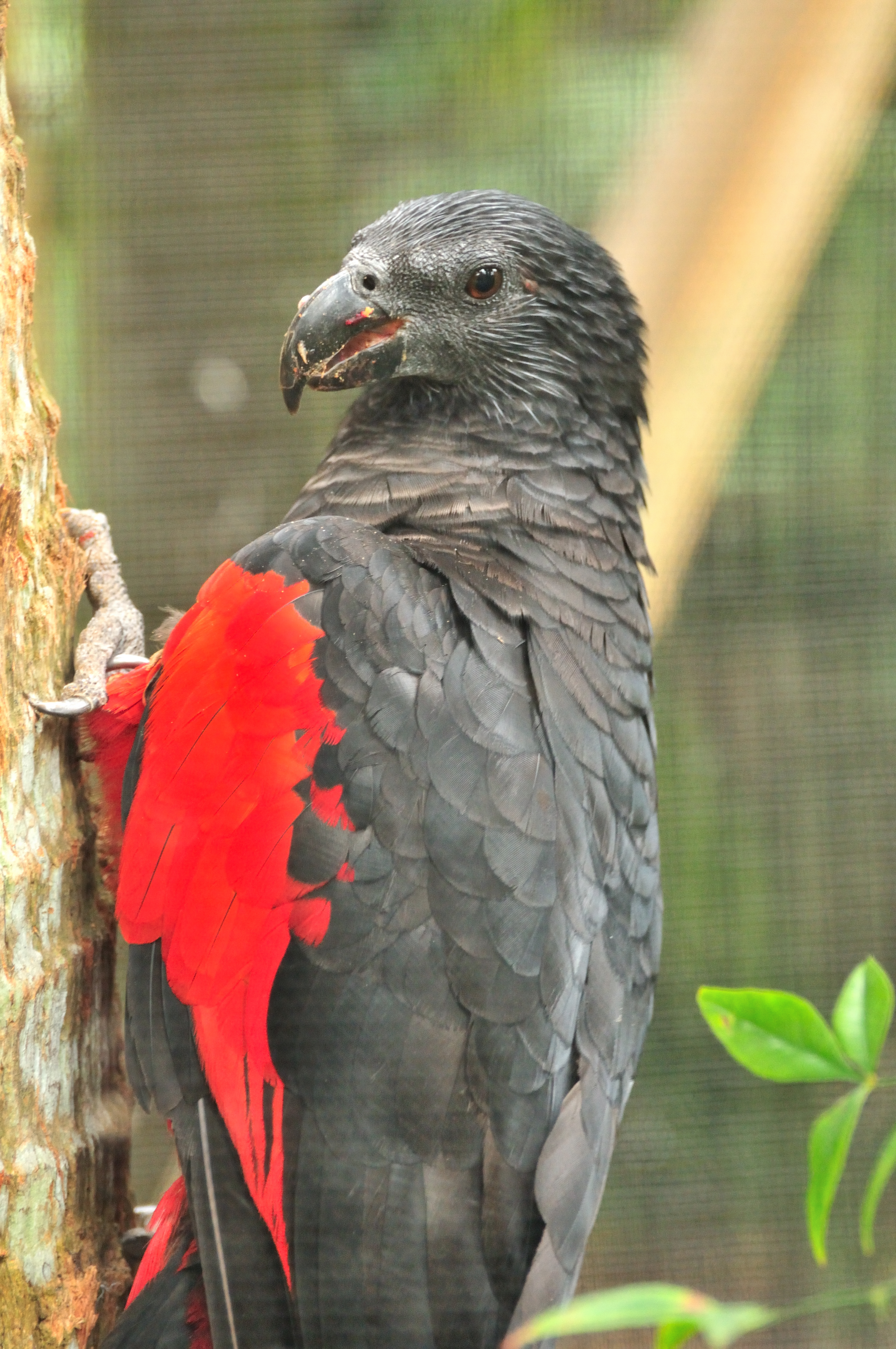